# Władysław Antos
Władysław Stanisław Antos (ur. 29 marca 1894 w Wieliczce, zm. 1943) – kapitan administracji magister Wojska Polskiego.

## Życiorys
Syn Klemensa. W 1914 roku był członkiem Polskiego Towarzystwa Gimnastycznego „Sokół” w Wieliczce. W sierpniu tego roku wstąpił do Legionu Wschodniego, a po jego rozwiązaniu do 3 pułku piechoty Legionów Polskich. Od 1 kwietnia 1915 roku do 15 lutego 1918 roku służył w 1 pułku artylerii, a następnie był internowany w obozie w Huszt na Węgrzech. Po zwolnieniu wziął udział w wojnie z Ukraińcami .
1 maja 1923 roku, będąc urzędnikiem wojskowym w XI randze, został przydzielony z PKU Ostrów Poznański na stanowisko oficera ewidencyjnego na powiat kępiński przy tejże PKU. W styczniu 1924 roku został przydzielony do PKU Poznań Miasto na stanowisko oficera ewidencyjnego II rejonu. W tym samym roku został przemianowany na oficera zawodowego w stopniu porucznika ze starszeństwem z 1 grudnia 1920 roku w korpusie oficerów administracji, dział kancelaryjny. W lutym 1926 roku, po reorganizacji PKU Poznań Miasto i likwidacji stanowiska oficera ewidencyjnego, został zatwierdzony na stanowisku referenta. 1 października 1926 roku został odkomenderowany na studia na Uniwersytecie Poznańskim. W styczniu 1927 roku został przydzielony do Oddziału V SG, jako oddziału macierzystego z równoczesnym pozostawieniem na odkomenderowaniu na studiach. W grudniu 1929 roku został przeniesiony do Szkoły Podchorążych Piechoty w Ostrowi Mazowieckiej na stanowisko asystenta geografii. Później został przeniesiony w korpusie oficerów administracji z grupy kancelaryjnej do grupy naukowo-oświatowej. W marcu 1934 roku został przeniesiony do korpusu oficerów piechoty z pozostawieniem na zajmowanym stanowisku w Szkole Podchorążych Piechoty. W czerwcu 1935 roku, w stopniu porucznika, nadal pełnił służbę w Szkole Podchorążych Piechoty. W 1938 roku, w stopniu kapitana, ponownie był oficerem korpusu administracji, grupa administracyjna.

## Ordery i odznaczenia
- Krzyż Niepodległości (9 listopada 1931)[17]
- Srebrny Krzyż Zasługi (1938)[18]
- Odznaka pamiątkowa „Orlęta”[3]